# Biodistribución
La biodistribución es un método de seguimiento de como viajan las moléculas de interés biomédico o medicamentos en el cuerpo de un animal de experimentación o el cuerpo humano. Por ejemplo, en el desarrollo de nuevos compuestos para la exploración PET (tomografía por emisión de positrones), un isótopo radiactivo se une químicamente con un péptido (subunidad de una proteína). Esta clase particular de isótopos emite positrones (que son partículas de antimateria, iguales en masa al electrón, pero con carga positiva). Cuando se expulsan del núcleo, los positrones se encuentran con un electrón y se aniquilan, lo que produce dos rayos gamma que viajan en direcciones opuestas. Estos rayos gamma se pueden medir y, en comparación con un estándar, cuantificar.

## Análisis de biodistribución

### Finalidad y resultados
Un nuevo compuesto radiomarcado útil es uno que es adecuado para la formación de imágenes médicas de ciertas partes del cuerpo como el cerebro o tumores (inyectando dosis bajas de radiactividad) o para el tratamiento de tumores (que requieren la inyección de altas dosis de radiactividad). En ambos casos, el compuesto debe acumularse en el órgano objetivo y cualquier compuesto excedente presente debe eliminarse rápidamente del cuerpo. En la formación de imágenes de diagnóstico médico, esto produce una imagen de diagnóstico clara (alto contraste de imagen), y en la radioterapia conduce a un ataque del objetivo (por ejemplo, un tumor) mientras se minimizan los efectos secundarios en los órganos no objetivo. Es necesario evaluar factores adicionales en el desarrollo de un nuevo compuesto terapéutico o de diagnóstico, incluida la seguridad para los seres humanos. Desde el punto de vista de la eficacia, la biodistribución es un aspecto importante que puede medirse por disección o por imagen.

### Por disección
Por ejemplo, un nuevo compuesto radiomarcado se inyecta por vía intravenosa en un grupo de dieciséis a veinte roedores (típicamente ratones o ratas). A intervalos de 1, 2, 4 y 24 horas, se sacrifican grupos más pequeños (4-5) de animales y luego se disecan. Los órganos de interés (generalmente: sangre, hígado, bazo, riñón, músculo, grasa, glándulas suprarrenales, páncreas, cerebro, hueso, estómago, intestino delgado e intestino grueso superior e inferior, si hay un tumor) se colocan en contenedores y se pesan, luego se colocan en un dispositivo que mide la radiactividad (por ejemplo, radiación gamma). La normalización de las concentraciones de radiactividad tisular a la dosis inyectada da valores en unidades de porcentaje de la dosis inyectada por gramo de órgano o tejido biológico. Los resultados dan una visión dinámica de cómo se mueve el compuesto a través del animal y dónde se retiene.

### Por imagenología
De forma similar al procedimiento de disección, a los animales se les inyecta una dosis baja de un compuesto radiomarcado. En los puntos de tiempo elegidos después de la inyección, se adquieren imágenes de PET o SPECT, generalmente también una imagen de CT o MR para referencia anatómica. La concentración de radiactividad se mide a partir de las imágenes PET o SPECT para los diversos órganos de interés. Esto puede incluir medir el volumen de estos órganos, por ejemplo, a partir de la imagen de TC (en lugar de pesar los órganos como en el procedimiento de disección) o evaluar la concentración de radiactividad en una parte representativa del órgano. La normalización de las concentraciones de radiactividad tisular a la dosis inyectada da valores en unidades de porcentaje de la dosis inyectada por mililitro de órgano o tejido biológico.
Una ventaja de las imágenes es que los animales pueden anestesiarse para obtener imágenes durante varios o todos los puntos de tiempo requeridos, es decir, se requieren pocos animales para este procedimiento y todos se mantienen con vida. Esto se considera un procedimiento no invasivo. Además, el procedimiento es en esencia el mismo que para las imágenes de diagnóstico médico en la clínica, con dos diferencias principales: (1) los compuestos nuevos en desarrollo pueden inyectarse en animales sujetos a escrutinio y aprobación del plan experimental detallado, mientras que los médicos solo pueden inyectar compuestos radiomarcados que se han probado rigurosamente y se han aprobado para su uso en seres humanos; (2) los animales generalmente necesitan ser anestesiados durante la duración de la exploración (del orden de minutos) mientras los humanos están despiertos y simplemente necesitan permanecer quietos durante la exploración.

## Imágenes de biodistribución no invasiva en terapia génica
En la terapia génica, se pueden obtener imágenes de los vectores de administración de genes, como los virus, según su biodistribución de partículas o su patrón de transducción. El primero significa marcar los virus con un agente de contraste, ser visible en alguna modalidad de imagen, como MRI o SPECT / PET, y el segundo significa visualizar el gen marcador del vector de administración de genes para que sea visible por medio de métodos inmunohistoquímicos, imágenes ópticas o incluso por PCR. Las imágenes no invasivas han ganado popularidad debido a que los equipos de imagen se han vuelto más disponibles para su uso en investigación.
Por ejemplo, se podrían obtener imágenes de baculovirus que exhiben avidina en el cerebro de rata recubriéndolos con partículas de hierro biotinilado, de esta forma serían  visibles en las imágenes de resonancia magnética. Se observó que la biodistribución de las partículas del hierro-virus se concentraban en las células del plexo coroideo de los ventrículos laterales.